# Lekkoatletyka na Letnich Igrzyskach Olimpijskich 1908 – skok wzwyż z miejsca mężczyzn
Skok w dal z miejsca był jedną z konkurencji lekkoatletycznych na Letnich Igrzyskach Olimpijskich 1908 w Londynie odbyła się w dniu 23 lipca 1908. Uczestniczyło 23 zawodników z 11 krajów.

## Rekordy
Rekordy świata i olimpijskie przed rozegraniem konkurencji.
| Rekord świata     | -       | -        | -           | -             |
| Rekord olimpijski | 1,655 m | Ray Ewry | Paryż (FRA) | 16 lipca 1900 |

## Wyniki
| Miejsce | Zawodnik                 | Wynik  |
| ------- | ------------------------ | ------ |
| 1       | Ray Ewry                 | 1,57 m |
| 2       | John Biller              | 1,55 m |
| 2       | Konstandinos Tsiklitiras | 1,55 m |
| 4       | Frank Holmes             | 1,52 m |
| 5       | Platt Adams              | 1,47 m |
| 5       | Géo André                | 1,47 m |
| 5       | Alfred Motté             | 1,47 m |
| 8       | Wilhelm Blystad          | 1,42 m |
| 8       | Léon Dupont              | 1,42 m |
| 8       | Walter Henderson         | 1,42 m |
| 8       | Frank Irons              | 1,42 m |
| 8       | Svend Langkjær           | 1,42 m |
| 8       | Arthur Mallwitz          | 1,42 m |
| 14      | Allan Bengtsson          | 1,40 m |
| 14      | Karl Fryksdahl           | 1,40 m |
| 16      | Martin Sheridan          | 1,37 m |
| 17      | Lancelot Stafford        | 1,32 m |
| 17      | Ludwig Uettwiller        | 1,32 m |
| 19-23   | George Barber            | b.d    |
| 19-23   | Alfred Flaxman           | b.d    |
| 19-23   | Ernest Hutcheon          | b.d    |
| 19-23   | Henri Jardin             | b.d    |
| 19-23   | Lawson Robertson         | b.d    |